# Бжезьно (Мазовецьке воєводство)
Бжезьно (пол. Brzeźno) — село в Польщі, у гміні Ґоворово Остроленцького повіту Мазовецького воєводства.
Населення — 399 осіб (2011).
У 1975-1998 роках село належало до Остроленцького воєводства.

## Демографія
Демографічна структура станом на 31 березня 2011 року:
|          | Загалом | Допрацездатний вік | Працездатний вік | Постпрацездатний вік |
| -------- | ------- | ------------------ | ---------------- | -------------------- |
| Чоловіки | 208     | 45                 | 141              | 22                   |
| Жінки    | 191     | 37                 | 103              | 51                   |
| Разом    | 399     | 82                 | 244              | 73                   |